# Virginia Beach Piranhas
El Virginia Beach Piranhas fue un equipo de fútbol de los Estados Unidos que alguna vez jugó en la USL Premier Development League, la cuarta liga de fútbol en importancia en el país.

## Historia
Fue fundado en el año 2006 en la ciudad de Virginia Beach, Virginia con el nombre Virginia Beach Submariners y funcionaba como un equipo filial del Virginia Beach Mariners de la desaparecida USL First Division.
El club cambió de nombre varias veces, las cuales fueron:
- Virginia Beach Submariners (2006-07)
- Hampton Roads Piranhas (2007-10) tras la desaparición de Virginia Beach Mariners[1]
- Virginia Beach Piranhas (2010-14)

Sus dos primeras temporada fueron las mejores del club, en las cuales ganaron el título divisional y llegaron a las semifinales de conferencia, así como participar en la US Open Cup en 2006, donde fueron eliminados por el Wilmington Hammerheads de la USL Second Division en la primera ronda.
Fue hasta la temporada 2013 que volvieron a clasificar a los playoffs, en la que los eliminaron en la ronda divisional y en el año 2014 el club desapareció por decisión de sus propietarios.

## Palmarés
- USL PDL Temporada Regular: 1

2007
- USL PDL Mid Atlantic Division: 2

2006, 2007

## Temporadas
| Año  | División | Liga    | Temporada Regular  | Playoffs                 | US Open Cup  |
| ---- | -------- | ------- | ------------------ | ------------------------ | ------------ |
| 2006 | 4        | USL PDL | 1º, Mid Atlantic   | Semifinal de Conferencia | 1.ª Ronda    |
| 2007 | 4        | USL PDL | 1º, Mid Atlantic   | Semifinal de Conferencia | No clasificó |
| 2008 | 4        | USL PDL | 3º, Mid Atlantic   | No clasificó             | No clasificó |
| 2009 | 4        | USL PDL | 4º, Mid Atlantic   | No clasificó             | No clasificó |
| 2010 | 4        | USL PDL | 8º, Mid Atlantic   | No clasificó             | No clasificó |
| 2011 | 4        | USL PDL | 5º, South Atlantic | No clasificó             | No clasificó |
| 2012 | 4        | USL PDL | 9º, South Atlantic | No clasificó             | No clasificó |
| 2013 | 4        | USL PDL | 2º, South Atlantic | Ronda Divisional         | No clasificó |

## Estadios
- Virginia Beach Sportsplex; Virginia Beach, Virginia (2006–07, 2010–13)
- Foster Field; Norfolk, Virginia (2008–09)

## Entrenadores
- Jon Hall (2006–2009)
- Leroi Wilson (2010)
- Cesar Rizzo[3] (2011–2012)
- Matt Busch (2012-13)

## Jugadores

### Jugadores destacados
| - Corey Ashe - Stephen Danbusky - Edson Elcock - Jakob Fenger-Larsen - Bobby Foglesong | - John Gilkerson - Kevon Harris - David Horst - Henry Kalungi - Joseph Nane | - Evan Newton - Chad Smith - Tony Tchani - Yomby William - Aaron Wheeler |